# Ophioglossum sabulicolum
Ophioglossum sabulicolum là một loài dương xỉ trong họ Ophioglossaceae. Loài này được Sauze & Maillard mô tả khoa học đầu tiên năm 1880.
Danh pháp khoa học của loài này chưa được làm sáng tỏ. 